# ラッキーストライク!
『ラッキーストライク!』は、みそおでんによる日本の4コマ漫画作品。『月刊まんがタイムきららMAX』（芳文社）において、2009年10月号から2012年3月号にかけて連載された。ボウリングを題材としている。

## あらすじ
スポーツ推薦入学で高校に進学したレン。ソフトボール部に入部したが、ひょんなことからソフトボール部をクビになってしまう。同級生のリンに誘われボウリング部に入ることになったのだが、滑って転んでボウル飛ばして、奥の深さに悪戦苦闘。読者とともに成長していくオモシロ可愛いボウリングストーリー。

## 登場人物
星野 練 / レン
本作の主人公。スポーツ推薦で推薦入学したが、ある出来事で校長の怒りを買ったためにソフトボール部を辞めることとなり、友達のリンに誘われてボウリングの世界に身を投じる。スポーツ競技としてのボウリングに戸惑いつつ、練習を重ねていくこととなる。使用ボウルは15ポンド。妹がいる模様。
桃瀬 凛 / リン
主人公のレンをボウリング部に引き入れた張本人。おとなしい性格をしているが、ボウリングの腕はかなりのもの。
滝沢 奈美 / タキ
ボウリング部の部長。3年生。基礎に重きを置いた練習をモットーとしており、レンを戸惑わせる。しかし、ボウリングにとっての基礎の大切さを丁寧に教えるなど、優しさと厳しさを兼ね備えている。物語の主な舞台となっているタキザワボウルは滝沢家が経営するボウリング場。
阿部 レイ / レイレイ
2年生で、レンの先輩にあたる。クール且つ知的でボウリングの腕も確かだが、小心者の性格が災いして肝心な結果が出せない。レンに対しては対抗心を燃やしている。
滝沢 珠美
タキ（奈美）の姉。プロボウラーだが、優しさが祟って大会での成績はいまひとつ。タキのことをみーなと呼ぶ。
リリス
チェーン展開するボウリング場経営者の娘。レンのことを王子と慕う。天才少女ボウラーとしてテレビ出演経験もあるらしい。

## 単行本
- みそおでん 『ラッキーストライク！』芳文社刊〈まんがタイムKRコミックス〉、全2巻
  1. 2010年12月25日初版発行 ISBN 978-4-8322-7976-6
  2. 2012年3月27日初版発行 ISBN 978-4-8322-4128-2